# Mike Ploog
Michael George Ploog plus connu sous le nom de Mike Ploog est un dessinateur de comics américain né le 13 juillet 1940 ou 1942 à Mankato dans le Minnesota. Il a créé les personnages de Ghost Rider et de Werewolf by Night.

## Biographie
Michael George Ploog naît le 13 juillet 1940 ou 1942 à Mankato dans le Minnesota. Il s'engage dans l'armée où il servira pendant 10 ans dans le corps des Marines. Là il participe à la revue militaire Leatherneck. À la fin des années 1960, il est assistant de Will Eisner et en 1969, il travaille pour les studios Filmation et Hanna-Barbera. Il dessine ses premières bandes-dessinées grand-public pour les magazines publiés par Warren Publishing. Il se spécialise dans les récits d'horreur. À partir de 1972, il travaille pour Marvel Comics où il dessine de nombreuses histoires qui lorgnent vers l'horreur. Il participe notamment à la création des personnages de Ghost Rider et de Werewolf by Night. Il dessine en 1973 The Monster of Frankenstein, en 1974 Homme-Chose et en 1974-1975  La Planète des singes. Dans les années 1980, il quitte le monde des comics et travaille à Hollywood en tant que designer pour des films. Parmi les œuvres auxquelles il participe se trouvent Ghostbusters en 1984, Moonwalker de  Michael Jackson en 1988, Superman 2, Dark Crystal. En 1992 il revient aux comics et publie Santa Claus, la légende du Père Noël d'après le roman de Lyman Frank Baum. Il travaille ensuite pour Malibu Comics et en 2004 pour Crossgen où il crée Abadazad avec J.M. DeMatteis. En 2008, il crée avec le dessinateur Simon Bisley la mini-série Thicker Than Blood. Il prend sa retraite en 2017.

## Publications
- Amazing Adventures Vol 2 #12
- Avengers
- Book of the Dead
- Conan le Barbare
- Man-Thing
- Marvel Spotlight
- Marvel Fanfare
- Kull The Conqueror
- Giant-Size Man-Thing
- The Goon
- Sludge: Red X-Mas (avec Steve Gerber) Malibu Comics

### Créations
- Frankenstein's Monster
- Jack Russell (comics) avec Gerry Conway
- Ghost Rider, avec Roy Thomas & Gary Friedrich
- Fils de minuit (Midnight Sons)
- Abadazad (CrossGen)

## Collaboration cinématographique
- 2005 : Vaillant, pigeon de combat ! de Gary Chapman
- 2002 : K-19 : Le Piège des profondeurs de Kathryn Bigelow
- 2000 : X-Men de Bryan Singer
- 2000 : Titan A.E. de Don Bluth et Gary Goldman
- 1984 : Supergirl de Jeannot Szwarc
- 1983 : Superman 3 de Richard Lester
- 1982 : The Thing de John Carpenter
- 1981 : L'Homme des cavernes de Carl Gottlieb
- 1981 : Métal hurlant
- 1977 : Les Sorciers de la guerre (Wizards) de Ralph Bakshi